# Cloppenburg
Cloppenburg (Alsó-Szászország) Németországban, Alsó-Szászország területén található. Ebben a településben találjuk meg a legkoraibb szabadtéri falu múzeumot (1934). 
Wehlburg-stílusban épültek a házak ebben a faluban. Cloppenburgtól keletre van Visbek.

## Történelme

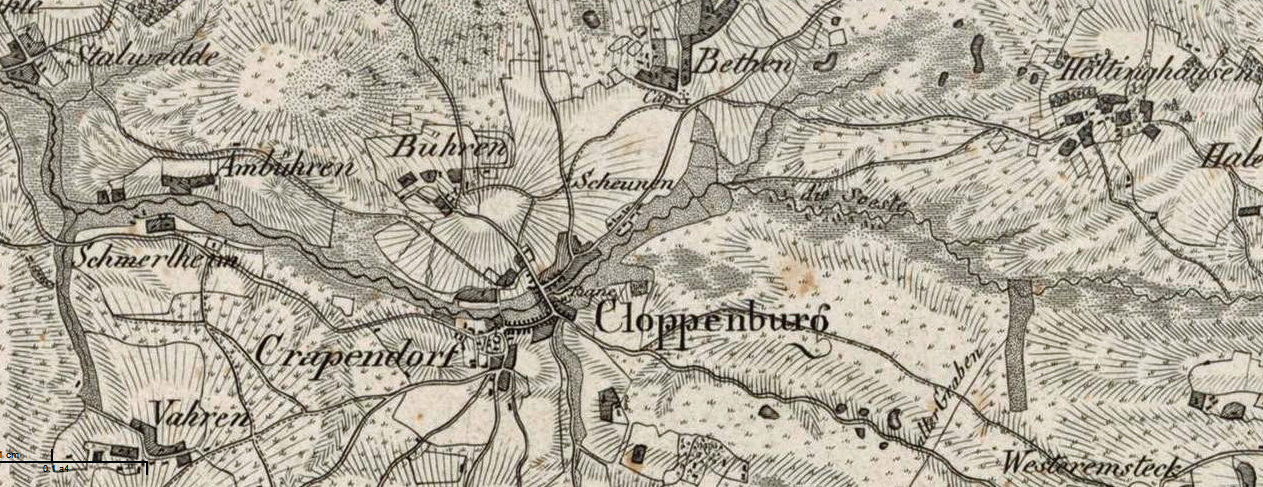
Cloppenburg 1805-ben

Cloppenburg a von Tecklenburg gróf által a 13. században építtetett vár körül alakult ki.
A város ma az Oldenburgtól délre eső terület egyik csomóponja.
A település érdekesebb látnivalói közé tartozik az 1729-ben épült Szent András plébániatemplom (St. Andreas Pfarrkirche), amelynek tornya román stílusú. 
A tartomány fejlődését pedig az 1934-ben alapított falumúzeum (Museumsdorf) meglátogatása által követhetjük nyomon. Gazdag gyüjteményét Németország legnagyobb szabadtéri múzeumaként tartják számon. Területén nemcsak parasztházak, hanem malmok, kovácsműhelyek és a vidék lakóinak életét bemutató más használati tárgyak is láthatók.

## Nevezetességek
- Falumúzeum (Museumsdorf)
- Szent András templom

## Itt születtek, itt éltek
- Heinrich Ottenjann (1886-1961) a falumúzeum alapítója
- Jupp Derwall (1927-2007) német labdarúgó-edző
- Wilfried Körtzinger (született 1933) előadó, 1967-1996 között a Clemens-August-Gymnasium művészeti tanára

## Galéria

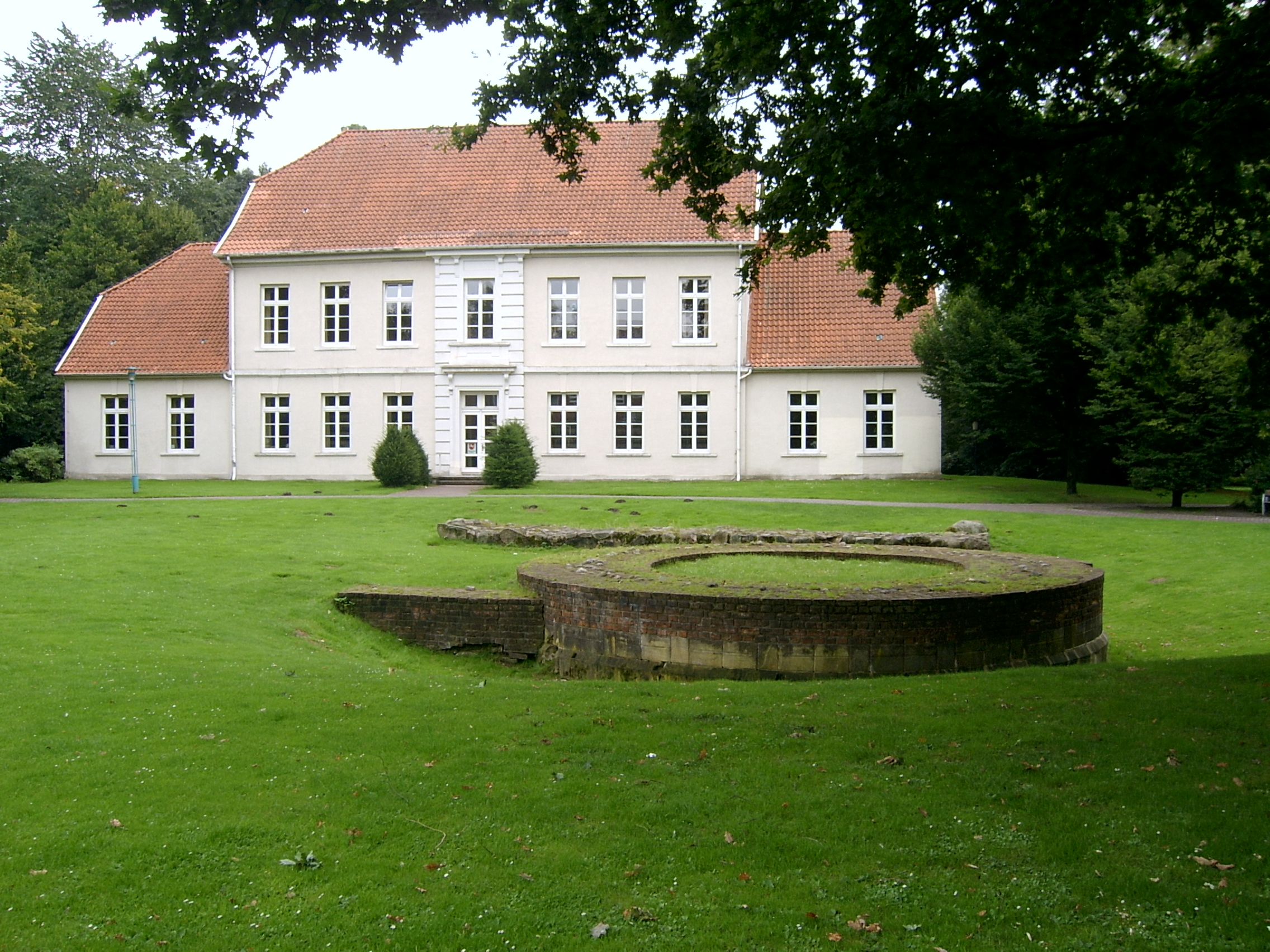
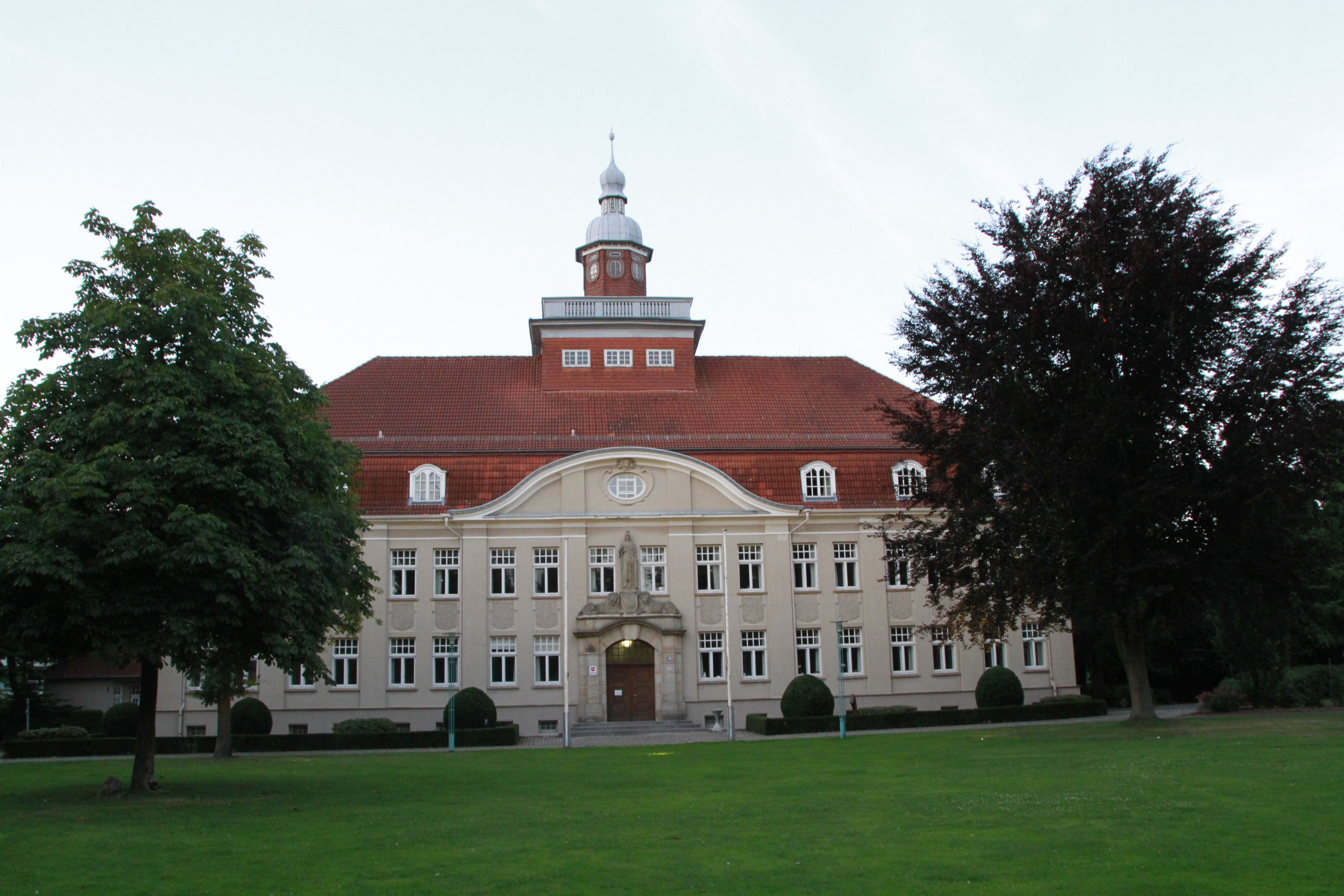
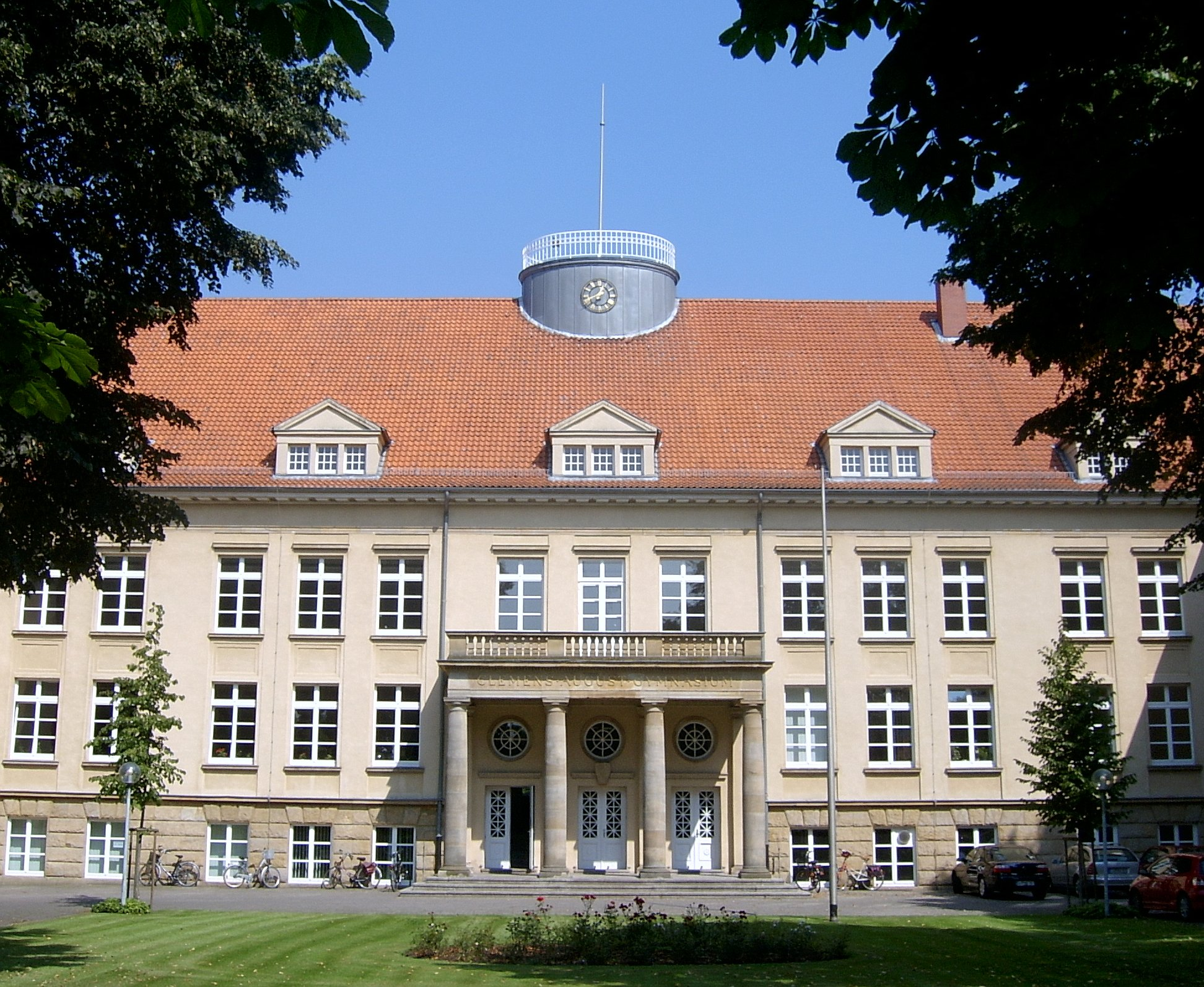
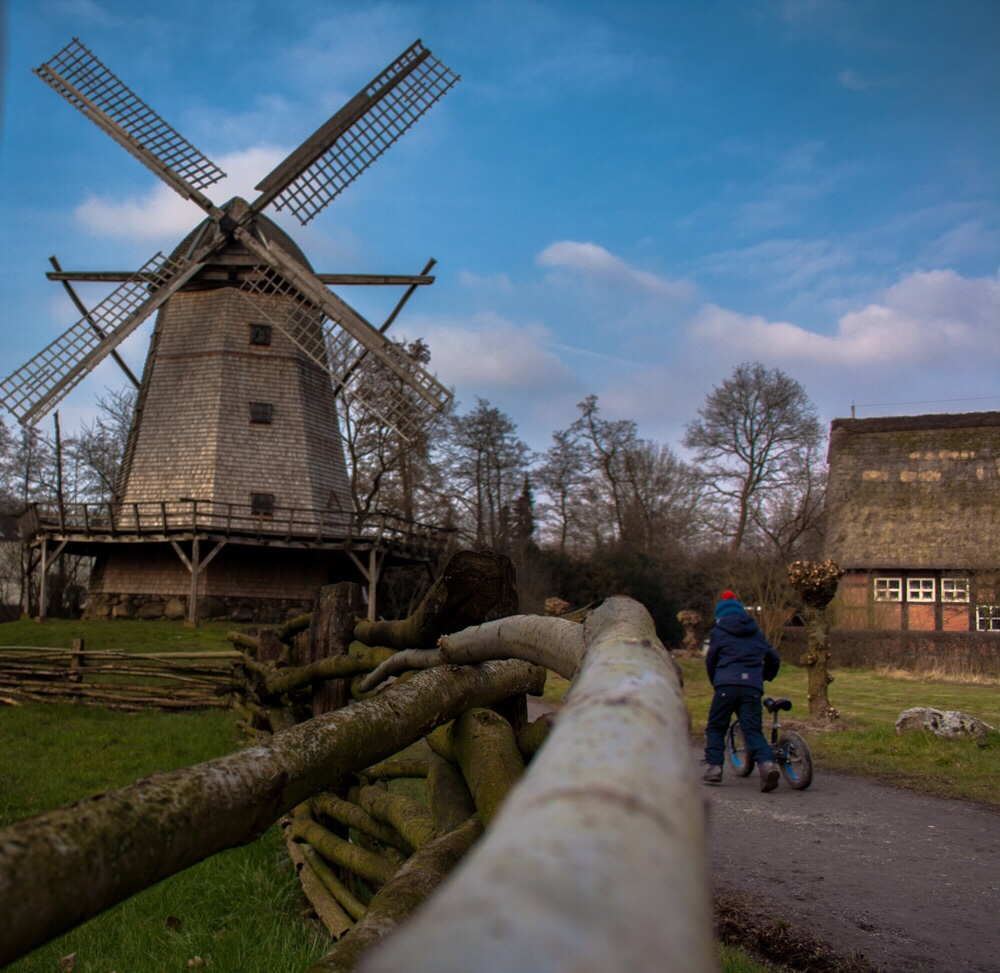
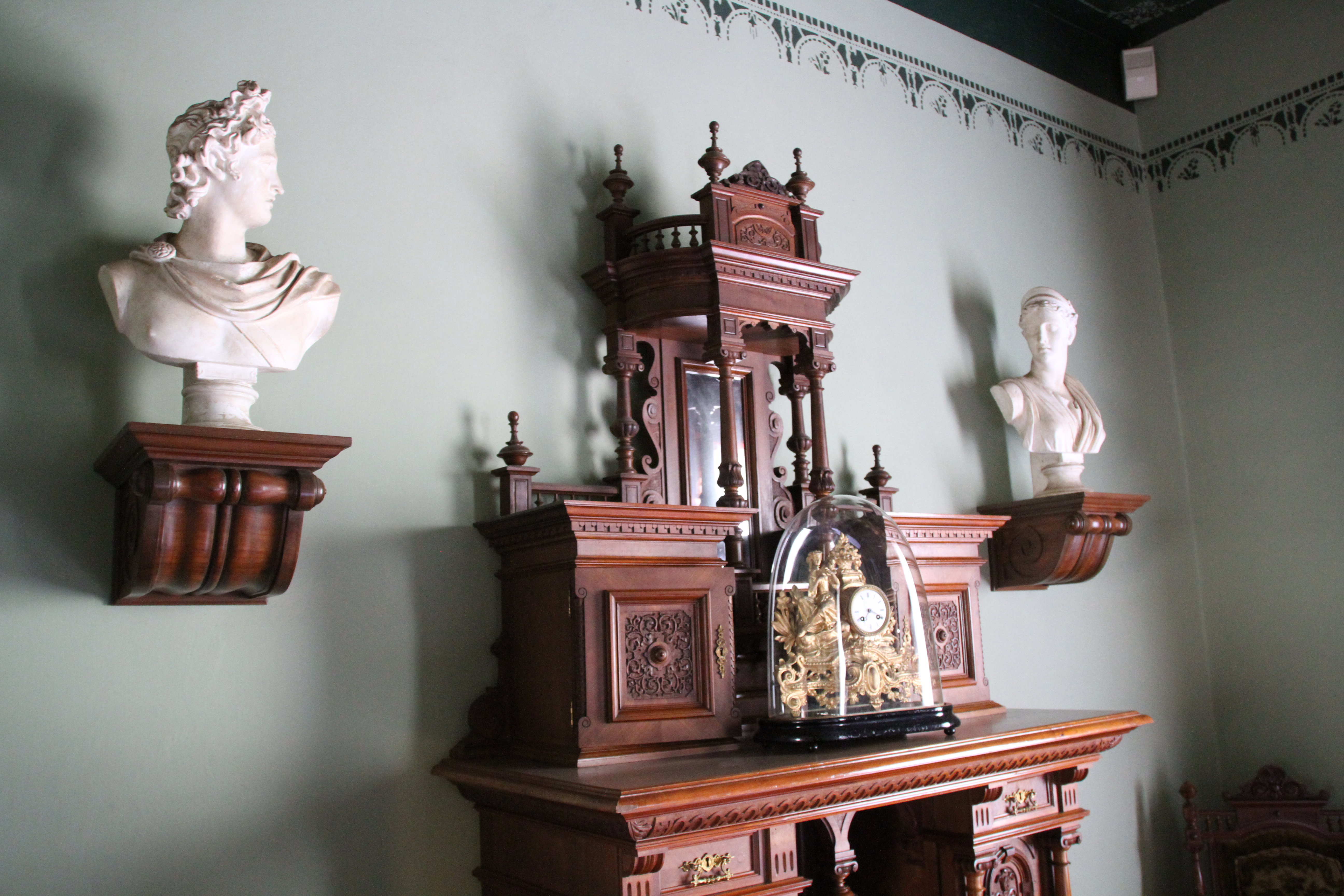
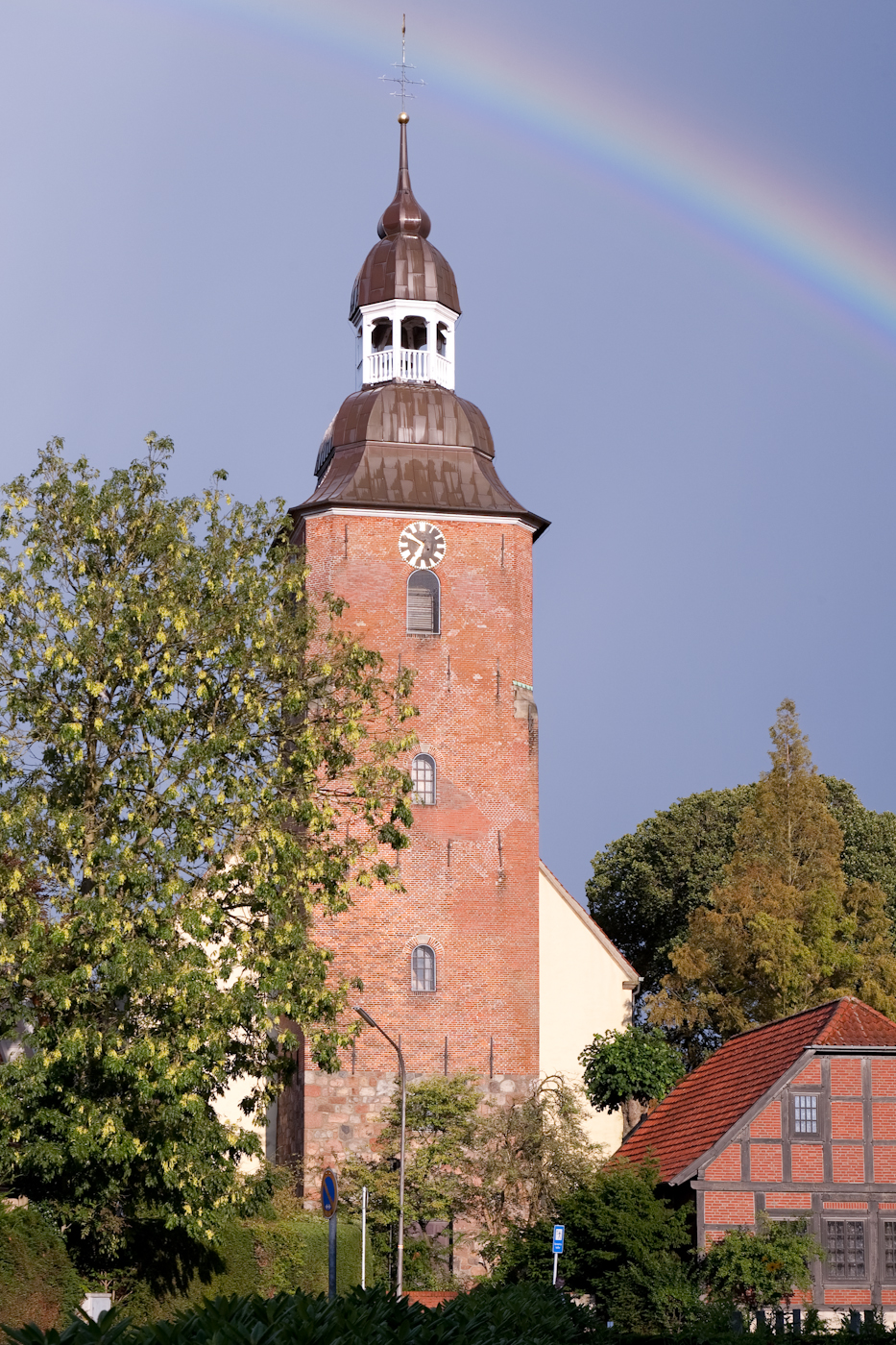

## Testvérvárosai
- Franciaország Bernay, Eure megyében